# Dolná Tižina
Dolná Tižina (in ungherese Alsótizsény) è un comune della Slovacchia facente parte del distretto di Žilina, nella regione omonima.